# Sönke Rothenberger
Sönke Rothenberger (Fráncfort, 14 de octubre de 1994) es un jinete alemán que compite en la modalidad de doma. Es hijo de los jinetes Sven Rothenberger y Gonnelien Gordijn.
Participó en los Juegos Olímpicos de Río de Janeiro 2016, obteniendo una medalla de oro en la prueba por equipos (junto con Dorothee Schneider, Kristina Bröring-Sprehe e Isabell Werth).
Ganó una medalla de oro en el Campeonato Mundial de Doma de 2018 y cuatro medallas en el Campeonato Europeo de Doma, en los años 2017 y 2019.

## Palmarés internacional
| Juegos Olímpicos   | Juegos Olímpicos        | Juegos Olímpicos | Juegos Olímpicos      |
| Año                | Lugar                   | Medalla          | Categoría             |
| ------------------ | ----------------------- | ---------------- | --------------------- |
| 2016               | Río de Janeiro (Brasil) | Medalla de oro   | Por equipos           |
| Campeonato Mundial |                         |                  |                       |
| Año                | Lugar                   | Medalla          | Categoría             |
| 2018               | Tryon (Estados Unidos)  | Medalla de oro   | Por equipos           |
| Campeonato Europeo |                         |                  |                       |
| Año                | Lugar                   | Medalla          | Categoría             |
| 2017               | Gotemburgo (Suecia)     | Medalla de oro   | Por equipos           |
| 2017               | Gotemburgo (Suecia)     | Medalla de plata | Individual (especial) |
| 2017               | Gotemburgo (Suecia)     | Medalla de plata | Individual (libre)    |
| 2019               | Róterdam (Países Bajos) | Medalla de oro   | Por equipos           |